# American Statistical Association
La American Statistical Association è la principale associazione statunitense per statistici. Fondata il 27 novembre 1839 a Boston, durante la presidenza di Martin Van Buren, pubblica diverse riviste:
- Journal of Agricultural, Biological, and Environmental Statistics (JABES)
- Journal of the American Statistical Association (JASA), dal 1888
- Journal of Business & Economic Statistics (JBES)
- Journal of Computational & Graphical Statistics (JCGS), dal 1992
- Journal of Educational & Behavioral Statistics (JEBS)
- Journal of Official Statistics (JOS)
- Journal of Statistics Education (JSE)
- The American Statistician (TAS)
- Technometrics (TECH), dal 1959
- Amstat News
- Chance
- Stats

Il Journal of the American Statistical Association aveva in passato altri nomi:
- Publications of the American Statistical Association - Vol. 1 - 16, 1888-1919
- Quarterly Publications of the American Statistical Association - Vol. 17, 1920-1921
- Journal of the American Statistical Association - dal Vol. 18, 1922-

Nel 1964 venne istituito il premio Wilks Memorial Medal in onore a Samuel Stanley Wilks.